# おだ辰夫
おだ 辰夫（おだ たつお、1952年 - ）は、広島県三次市出身の漫画家。

## 来歴
1969年、『フクメンくん』（週刊少年ジャンプ）でデビュー。
作中では、登場人物が全速力で走り抜ける時、コマの中で自身の姓にあやかった「おだだだだだだ…」という擬音が出るのが特徴（外部リンク参照）。

## 作品リスト
- フクメンくん（週刊少年ジャンプ1969年）
- おまかせベンケイちゃん（小学四年生1975年10月号-1976年3月号連載）
- サイボー牛ウッシー（マンガくん1977年-1979年連載）
- 5年3組魔法組（てれびくん1976年12月-1977年10月号連載）
- デンセンマン（てれびくん1976年12月-1977年10月号連載）
- ウルトラガール（小学四年生1979-1981年連載）
- われら婦夫（週刊漫画サンデー1980年-1988年連載）
- 愛のだんちっち（週刊漫画ゴラク不定期連載）
- 家庭の事情（原作：西ゆうじ、ビッグコミックオリジナル増刊1986年-1987年、ビッグコミックスペリオール1987年-1990年、まんがライフオリジナル1990年-1992年連載）
- だじゃれ家族ドビンソン（小学館描き下ろし単行本、2005年11月28日発売）
- 旬の逸品（週刊漫画TIMES2007年12/7日-2008年6/13号連載）
- まんが日本の歴史人物事典（小学館）
- まんが世界の歴史人物事典（小学館）

ほか多数